# Kerrelyn Sparks
Kerrelyn Faye Sparks (* 1955 in Houston, Texas) ist eine US-amerikanische Schriftstellerin.
Sparks wuchs in Texas zusammen mit vier Brüdern auf. Sie war Stepptänzerin und Highschool-Lehrerin für Französisch und Geschichte, bevor sie zur Schriftstellerei kam.
Sparks begann 1997 mit dem Schreiben, doch zunächst ohne Erfolg. 1998 trat sie dem Schriftstellerverband Romance Writers of America als Mitglied bei. 2002 gelang ihr mit der Veröffentlichung ihres ersten Romans (ursprünglicher Titel Insatiable and Saucy) unter dem geänderten Titel For Love or Country der Durchbruch. Sie schreibt bevorzugt paranormale, humorvolle Romantik-Geschichten. Sparks steht auf der USA-Today-Bestsellerliste. Sie lebt mit Mann und Kindern in Katy, Texas.

## Bibliografie

### Historische Bücher
- For Love or Country (2002)
- The Forbidden Lady (2012)
- Less Than a Gentleman (2013)

### Love at Stake Serie
Diese Serie schildert eine gefährliche Welt der modernen Vampire, wo es Vampir-Kabel-Fernsehen, Vampir-Zeitschriften und das Black Pages der Vampire (so etwas wie die Gelben Seiten) gibt.
- How to Marry a Millionaire Vampire (2005) (Wie angelt man sich einen Vampir, MIRA Taschenbuch, Hamburg 2007, ISBN 978-3-89941-450-9)
- Vamps and the City (2006) (Vamps and the City, MIRA Taschenbuch, Hamburg 2008, ISBN 978-3-89941-517-9)
- Be Still My Vampire Heart (2007) (Vampire mögen’s heiß, MIRA Taschenbuch, Hamburg 2009, ISBN 978-3-89941-635-0)
- The Undead Next Door (2008) (Vampire tragen keine Karos, MIRA Taschenbuch, Hamburg 2010, ISBN 978-3-89941-694-7)
- All I Want for Christmas Is a Vampire (2008) (Der Vampir der aus der Kälte kam, MIRA Taschenbuch, Hamburg 2010, ISBN 978-3-89941-800-2)
- Secret Life of a Vampire (2009) (Die mit dem Vampir tanzt, MIRA Taschenbuch, Hamburg 2011, ISBN 978-3-89941-866-8)
- Forbidden Nights with a Vampire (2009) (Lizenz zum Beißen, MIRA Taschenbuch, Hamburg 2012, ISBN 978-3-89941-976-4)
- The Vampire and the Virgin (2010) (Der Vampir auf dem heißen Blechdach, MIRA Taschenbuch, Hamburg 2012, ISBN 978-3-86278-316-8)
- Eat Prey Love (2010) (Der verflixte siebte Biss, MIRA Taschenbuch, Hamburg 2013, ISBN 978-3-86278-504-9)
- Vampire Mine (2011)  (Der Vampir, der sich nicht traut, MIRA Taschenbuch, Hamburg 2014, ISBN 978-3-95649-026-2)
- Sexiest Vampire Alive (2011)  (Ein Vampir für jede Gelegenheit, MIRA Taschenbuch, Hamburg 2014, ISBN 978-3-95649-089-7)
- Wanted: Undead or Alive (2012)  (Liebe auf den zweiten Biss, MIRA Taschenbuch, Hamburg 2015, ISBN 978-3-95649-237-2)
- Wild About You (2012) (Fluch und Vorurteil, MIRA Taschenbuch, Hamburg 2016, ISBN 978-3-95649-579-3)
- The Vampire With the Dragon Tattoo (2013) (Vampirzähmen leicht gemacht, MIRA Taschenbuch, Hamburg 2017, ISBN 978-3-95649-648-6)
- How to Seduce a Vampire (Without Really Trying) (2014) (Zum Beißen verführt, MIRA Taschenbuch, Hamburg 2017, ISBN 978-3-95649-708-7)
- Crouching Tiger, Forbidden Vampire! (2014) (Biss und Bissigkeit, MIRA Taschenbuch, Hamburg 2017, ISBN 978-3-95649-779-7)

### Anthologien
- „A Very Vampy Christmas“ in Sugarplums and Scandal (2006) (Ein Vampir zu Weihnachten, MIRA Taschenbuch, Hamburg 2015, ISBN 978-3-95576-577-4)
- „V is for VampWoman“ in Vampires Gone Wild (2013) (V wie VampWoman, MIRA Taschenbuch, Hamburg 2016, ISBN 978-3-95576-616-0)

## Belege
1. ↑  Kerrelyn Sparks auf usidentify.com (englisch), abgerufen am 19. November 2012
2. ↑  Siehe das Kurzprofil bei der Fifteenth Annual Conference der „The Bay Area Writers League“ unter Weblinks.

| Personendaten    | Personendaten                              |
| ---------------- | ------------------------------------------ |
| NAME             | Sparks, Kerrelyn                           |
| ALTERNATIVNAMEN  | Sparks, Kerrelyn Faye (vollständiger Name) |
| KURZBESCHREIBUNG | US-amerikanische Schriftstellerin          |
| GEBURTSDATUM     | 1955                                       |
| GEBURTSORT       | Houston, Texas                             |